# ソグディアノス
ソグディアノス（Sogdianos, Sogdyậna、? - 紀元前423年）は、アケメネス朝ペルシアの大王と伝わる人物。前424年から翌年にかけてのごく短期間、王位にあったとされる。
紀元前424年の大王アルタクセルクセス1世の死後、その息子で皇太子（正室ダマスピアの息子）のクセルクセス2世が王位を継いだ。ところがわずか数週間後、異母弟（バビロニア出身の側室アロギュネの息子）のソグディアノスがクセルクセスを暗殺して王位を簒奪した。さらにその数ヶ月後、別の異母弟（バビロニア出身の側室コスマルテュデネの息子でヒュルカニア総督）のオコスが蜂起した。ソグディアノスが騎兵隊長アルバリオスに暗殺されたのち、オコスは大王ダレイオス2世として即位した。
以上の事績がクニドスの歴史家クテシアスが伝えるところであるが、こんにちの歴史学ではクテシアスの著述は信憑性に乏しいと評価されている。同時代のバビロニアの史料によれば、おそらくはアルタクセルクセス1世の死後、三兄弟がそれぞれの領地に分立して後継者を自称し、最終的にダレイオスが勝利したと考えるのが妥当である。アルタクセルクセス1世の最後の碑文は紀元前424年12月24日、ダレイオス2世の最初の碑文は前423年1月10日と年代付けられている。

## 文献
- Pierre Briant: From Cyrus to Alexander: A History of the Persian Empire. Winona Lake 2002.